# 藤崎斉
藤崎 斉（ふじさき ひとし、1956年12月23日 - ）は、日本の実業家、日本ホテル株式会社常務取締役、東京ステーションホテル総支配人。

## 人物・経歴
1956年12月23日、東京都生まれ。東京都立両国高等学校、立教大学経済学部卒業。株式会社リクルートの子会社を経て、1984年東京ヒルトンインターナショナル（現ヒルトン東京）開業スタッフとして入社。チーフレセプションクラーク、フロント支配人、宿泊支配人、ヒルトンインターナショナル日本/韓国/グァム/ハワイ地区担当エリア・フロントオフィスコーディネーター。
2002年ウェスティンホテル東京入社。宿泊部長を経て副総支配人に就任。
2006年株式会社JALホテルズ本社（現 オークラニッコーホテルマネジメント）営業本部副本部長として入社。2007年より執行役員、Hotel Nikko USA Inc. 社長兼任。2010年執行役員営業本部本部長兼マーケティング部長。
2011年7月、日本ホテル株式会社(JR東日本グループ)東京ステーションホテル開業準備室室長として入社。2012年7月、同社取締役総支配人。現・同社常務取締役総支配人。
立教観光クラブ会長。2013年度、日本ホテル産業教育者グループが選出する「ホテリエ・オブ・ザ・イヤー」受賞。
2022年7月、学校法人立教学院監事。